# Bahamas en los Juegos Olímpicos de Barcelona 1992
Bahamas estuvo representada en los Juegos Olímpicos de Barcelona 1992 por un total de 14 deportistas que compitieron en 4 deportes.  

## Medallistas
El equipo olímpico de Bahamas obtuvo las siguientes medallas:
| Nombre           | Deporte   | Competición    |
| ---------------- | --------- | -------------- |
| Oro              |           |                |
| —                |           |                |
| Plata            |           |                |
| —                |           |                |
| Bronce           |           |                |
| Frank Rutherford | Atletismo | Triple salto M |